# São Tomé és Príncipe-i labdarúgó-bajnokság (első osztály)
A Campeonato Santomense de Futebol a São Tomé és Príncipe-i labdarúgó bajnokságok legfelsőbb osztályának elnevezése. 1977-ben alapították és 10 csapat részvételével zajlik. A bajnok a bajnokok Ligájában indulhat.

## A 2012-es bajnokság résztvevői
- 6 de Setembro (Praia)
- Agrosport (Monte Café) (Newly promoted)
- Aliança Nacional (Pantufo)
- Bairros Unidos FC (Caixão Grande)
- Cruz Vermelha (Almeirim)
- Oque d'El Rei
- Sporting Praia Cruz
- UDESCAI (Água Izé)
- UDRA (São João dos Angolares)
- Vitória FC (Riboque)

## Az eddigi bajnokok
Korábbi győztesek sorrendben:
| - 1977 : Vitória FC (Riboque) - 1978 : Vitória FC (Riboque) - 1979 : Vitória FC (Riboque) - 1980 : CD Guadalupe - 1981 : CD Guadalupe - 1982 : Sporting Praia Cruz - 1983 : nem volt bajnokság - 1984 : Andorinha SC (Ponta Mina) - 1985 : Sporting Praia Cruz - 1986 : Vitória FC (Riboque) - 1987 : nem volt bajnokság - 1988 : 6 de Setembro (Praia) | - 1989 : Vitória FC (Riboque) - 1990 : GD Os Operários - 1991 : Santana FC - 1992 : nem volt bajnokság - 1993 : GD Os Operários - 1994 : Sporting Praia Cruz - 1995 : Inter FC (Bom Bom) - 1996 : Caixão Grande - 1997 : nem volt bajnokság - 1998 : GD Os Operários - 1999 : Sporting Praia Cruz - 2000 : Inter FC (Bom Bom) | - 2001 : Bairros Unidos FC (Caixão Grande) - 2002 : nem volt bajnokság - 2003 : Inter FC (Bom Bom) - 2004 : GD Os Operários - 2005 : nem volt bajnokság - 2006 : nem volt bajnokság - 2007 : Sporting Praia Cruz - 2008 : nem volt bajnokság - 2009-10 : GD Sundy - 2011 : Sporting Clube do Príncipe - 2012 : |

## Bajnoki címek eloszlása
| Klub                       | Város | Győztes évek                 |
| -------------------------- | ----- | ---------------------------- |
| Vitória FC                 | 5     | 1977, 1978, 1979, 1986, 1989 |
| Sporting Praia Cruz        | 5     | 1982, 1985, 1994, 1999, 2007 |
| GD Os Operários            | 4     | 1990, 1993, 1998, 2004       |
| Inter FC                   | 3     | 1995, 2000, 2003             |
| CD Guadalupe               | 2     | 1980, 1981                   |
| 6 de Setembro (Praia)      | 1     | 1988                         |
| Andorinha SC               | 1     | 1984                         |
| Bairros Unidos FC          | 1     | 2001                         |
| Caixão Grande              | 1     | 1996                         |
| Santana FC                 | 1     | 1991                         |
| GD Sundy                   | 1     | 2009-10                      |
| Sporting Clube do Príncipe | 1     | 2011                         |

## Külső hivatkozások
- Információk az RSSSF honlapján